# 揚場町
揚場町（日语：／ Agebachō */?）是東京都新宿區的町名。住居表示實施區域，不設定「丁目」。2013年8月1日為止的人口有84人。郵遞區號為162-0824。

## 地理
位於新宿區東北部。北與下宮比町之間以大久保通為界，東與神樂河岸之間以外堀通為界，南接神樂坂二丁目，西通津久戶町。町域東北部是飯田橋交差點，目白通、外堀通、大久保通在此交會，是交通要地。大久保通以此交差點為起點。町域東側鄰飯田橋站。揚場町是大樓、辦公室、公寓與商店林立的商業區。

## 歷史
1988年（昭和63年），周圍五町繼承過去的町名町域實施住居表示。

### 町名的由來
原本是面對飯田濠的卸貨區（荷揚げ場）。

## 設施
- 東京厚生年金看護專門學校
- TKC本社

## 備註
1. ↑  『角川日本地名大辞典 13　東京都』、角川書店、1991年再版、P871
2. ↑  .   [2013-08-09]. （原始内容存档于2014-08-19）.

## 外部連結
- 新宿區役所 （页面存档备份，存于）